# 봉황면
봉황면(鳳凰面)은 대한민국 전라남도 나주시의 면이다.

## 개요
봉황면은 덕룡산, 용제산, 건지산을 연결하는 병풍 같은 산야와 봉황, 황룡 두 평야를 펼쳐 놓은 나주시의 중심지이다. 동쪽은 다도면, 서쪽은 세지면, 북쪽은 나주시 금천면·산포면, 남쪽은 영암군에 접한다. 광주광역시와는 직선으로 24km인데, 광주시에서 금천면까지 4차선 포장도로를 달리다가, 금천면 오강리에서 지방도로 812번을 타고 신천리까지 와서 다시 군도 7번선으로 죽석리에 이른다. 또 남평에서 덕림리까지 연결되는 819번 지방도로와 철천리에서 신동리를 거쳐 나주시내로 이어지는 818번 지방도로 등이 있어서 인근지역과의 교통은 아주 편리하다. 전체가 남고북저의 지형을 이루어, 남부는 해발고도 300～400m의 산지이고, 북부는 해발고도 30m내외의 구릉이 기복하는 평야이다. 남부 산지에서 만봉천(萬峰川)이 발원하여 북류하면서 세지면으로 흐른다.

## 연혁
- 삼한시대 : 마한의 땅으로서 54개 부족국가 중 불미지국
- 삼국시대 : 백제의 실어산현(實於山縣)
- 고려시대 : 12목의 하나인 나주목 속현으로 덕곡, 죽곡, 욱곡, 다소, 도천 5개 면을 관할
- 조선시대 : 영평현과 남평현에 속함
- 1914년 4월 1일 : 행정구역 개편으로 덕곡, 죽곡, 욱곡 3개면이 통합하여 나주군 봉황면이 됨

| 조선총독부령 제111호  |                                                                       |
| 구 행정구역           | 신 행정구역                                                           |
| 남평군 덕곡면(德谷面) | 봉황면 각동리, 유곡리, 송현리                                         |
| 남평군 욱곡면(郁谷面) | 봉황면 덕곡리, 덕림리, 만봉리, 신동리, 오림리, 욱곡리, 황룡리         |
| 남평군 죽곡면(竹谷面) | 봉황면 용곡리, 용전리, 옥산리, 와우리, 운곡리, 장성리, 죽석리, 철천리 |
- 1995년 1월 1일 : 나주시, 군이 통합됨으로써 행정구역상 ‘나주시 봉황면'으로 현재에 이름

## 행정 구역
- 각동리
- 덕곡리
- 덕림리
- 만봉리
- 송현리
- 신동리
- 오림리
- 옥산리
- 와우리
- 용곡리
- 용전리
- 욱곡리
- 운곡리
- 유곡리
- 장성리
- 죽석리
- 철천리
- 황용리

## 교육
- 봉황초등학교 (죽석리)
  - 덕림분교 (폐교) - 봉황면 덕룡로 23 (덕림리)
  - 옥산분교 (폐교) - 봉황면 낙동길 3 (유곡리)
- 나주봉황중학교 (죽석리)